# A Foul Form
A Foul Form — двадцать шестой студийный альбом ремиксов американской рок-группы Osees из Сан-Франциско. Он был выпущен 12 августа 2022 года лейблом Castle Face Records. Это четвёртый полноформатный альбом группы, выпущенный под названием Osees. Ранее группа выпускала свои альбомы под названиями «Thee Oh Sees», «OCS», «The Ohsees» и «The Oh Sees». Продолжая возвращение к более быстрому и агрессивному панк-звучанию, которое группа исследовала на Protean Threat, альбом был описан фронтменом Джоном Дуайером как «сломающий мозг скам-панк… дань уважения панк-группам, на которых мы выросли». Альбом включает кавер-версию песни «Sacrifice» британской группы Rudimentary Peni.

## Предыстория и запись
Вдохновлённая общей любовью к панк-группам, таким как Crass, Black Flag и The Stooges, группа записала и свела альбом полностью в домашней подвальной студии фронтмена Джона Дуайера. Дуайер использовал различные студийные приёмы, которые использовались при записи различных панк-альбомов 70-х и 80-х годов, в том числе использование минимального количества реверберации, озвучивание барабанов с помощью как можно меньшего количества микрофонов и подключение гитар напрямую к среднечастотной системе оповещения вместо лампового усилителя гитары. Дуайер закончил записывать вокал и сводить альбом на Рождество 2021 года, будучи больным COVID-19, отметив, что время появления симптомов придало его вокальному исполнению более резкие качества, а также сосредоточил свои усилия на микшировании.

## Отзывы
| Совокупная оценка | Совокупная оценка |
| Источник          | Оценка            |
| ----------------- | ----------------- |
| Metacritic        | 79/100            |
| Оценки критиков   |                   |
| Источник          | Оценка            |
| Louder Than War   | 4.5/5             |
| Pitchfork         | 7.0/10            |

Альбом получил положительные оценки и признание от музыкальных критиков.
A Foul Form получил оценку 79 из 100 на агрегаторе рецензий Metacritic на основе четырёх рецензий критиков, что указывает на «в целом благоприятный» приём.

## Список композиций
| №                   | Название                                   | Длительность |
| ------------------- | ------------------------------------------ | ------------ |
| 1.                  | «Funeral Solution»                         | 1:52         |
| 2.                  | «Frock Block»                              | 1:37         |
| 3.                  | «Too Late for Suicide»                     | 3:30         |
| 4.                  | «A Foul Form»                              | 1:51         |
| 5.                  | «A Burden Snared»                          | 1:21         |
| 6.                  | «Scum Show»                                | 1:49         |
| 7.                  | «Fucking Kill Me»                          | 1:40         |
| 8.                  | «Perm Act»                                 | 3:52         |
| 9.                  | «Social Butt»                              | 3:20         |
| 10.                 | «Sacrifice» (оригинал от Rudimentary Peni) | 1:02         |
| Общая длительность: | Общая длительность:                        | 21:54        |

## Чарты
| Чарт (2022)                                   | Высшая позиция |
| --------------------------------------------- | -------------- |
| Австралия (Australian Digital Albums, ARIA)   | 44             |
| Шотландия (Scottish Albums Chart)             | 20             |
| Великобритания (UK Digital Albums Chart)      | 39             |
| Великобритания (UK Independent Albums Chart)  | 6              |
| Великобритания (UK Rock & Metal Albums Chart) | 2              |